# Synaxaire Arabe-Jacobite
Якобітський арабський синаксар або арабсько-якобітський синаксар — це том, що містить біографії кількох святих і використовується Сирійською православною церквою.  Спочатку він був опублікований французькою мовою в 1904 році Рене Бассе в Patrologia Orientalis.  Не слід плутати з Коптським Синаксаром, незважаючи на факт того, що деякі з агіографій в обох синаксарах здаються ідентичними, і в обох використовується єгипетський календар. У фрагментарній формі були знайдені варіації з додатковим матеріалом Нубійської церкви.  Деякі з цих святих включають:
- Авадія, мученик християнської церкви. Народився в Білгаї в Єгипті. Він був місцевим солдатом, який сповідував свою віру в Ісуса Христа під час правління Діоклетіана в Калахісі. Авадій прийняв мученицьку смерть, будучи кинутим у скелю. Його день відзначається 20 січня.

- Абаку (також відомий як Апа Каух ), мученик християнської церкви. Він народився в Бамуджехі в районі Аль-Файюм в Єгипті. Був ревним християнином, який разом із вісьмома товаришами прийняв мученицьку смерть за своє християнство. Його день відзначається 23 січня. Згадується в арабсько-якобітському синаксарі.